# Regina grahami
Regina grahami är en ormart som beskrevs av Baird och Girard 1853. Regina grahami ingår i släktet Regina och familjen snokar. IUCN kategoriserar arten globalt som livskraftig. Inga underarter finns listade i Catalogue of Life.
Arten förekommer i centrala och södra USA från Iowa till Texas. Den vistas i områden intill vattenansamlingar samt i träskmarker. Individerna vilar i den täta växtligheten, i vägtrummor eller i bon som skapades av kräftor. Regina grahami vandrar ibland längre sträckor vid regn.